# Póvoa de Varzim
Póvoa de Varzim (uttal: [ˈpɔvuɐ dɨ vɐɾˈzĩ] ( lyssna)) är en stad och kommun i norra Portugal. Den ligger vid Atlanten, 30 km norr om Porto, och har 38 848 invånare.
Póvoa de Varzim är känd som fiskeristad och badort, med en stor badstrand och ett kasino.
Staden är huvudorten i kommunen Póvoa de Varzim, vilken ingår i distriktet Porto, och är också en del av Portos storstadsregion (Área Metropolitana do Porto).
Kommunen har 63 408 invånare (2020) och en yta på 82 km².

## Freguesias
Den består av sju freguesias (kommundelar).
- Aguçadoura e Navais
- Aver-o-Mar, Amorim e Terroso
- Balazar
- Estela
- Laundos
- Póvoa de Varzim, Beiriz e Argivai
- Rates

## Ortnamnet
Ortnamnet Póvoa de Varzim härstammar från latinets [Villa] Veracini (”Veracinos lantgård”).

## Bilder

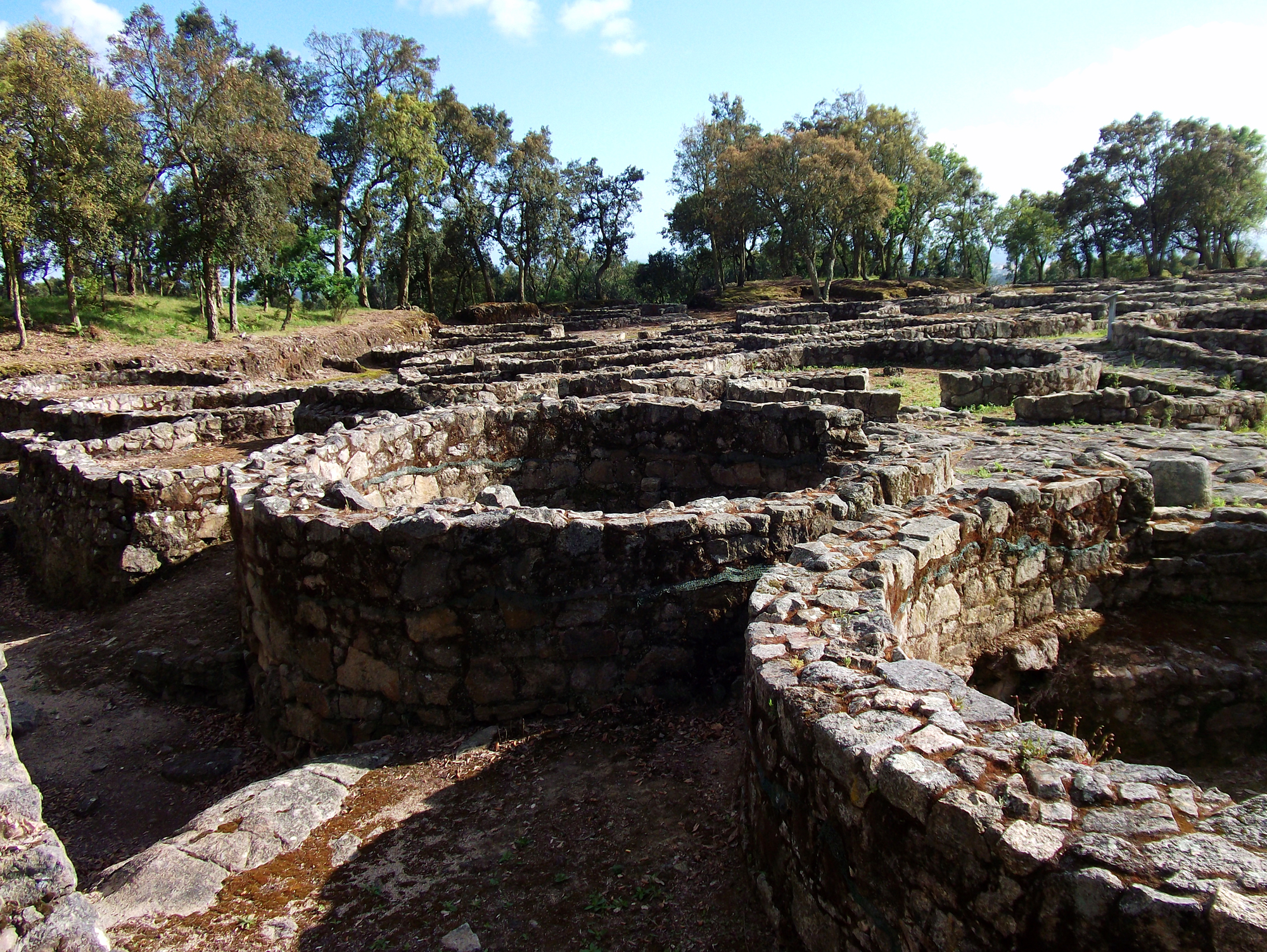
Fornborgen Cividade Terroso
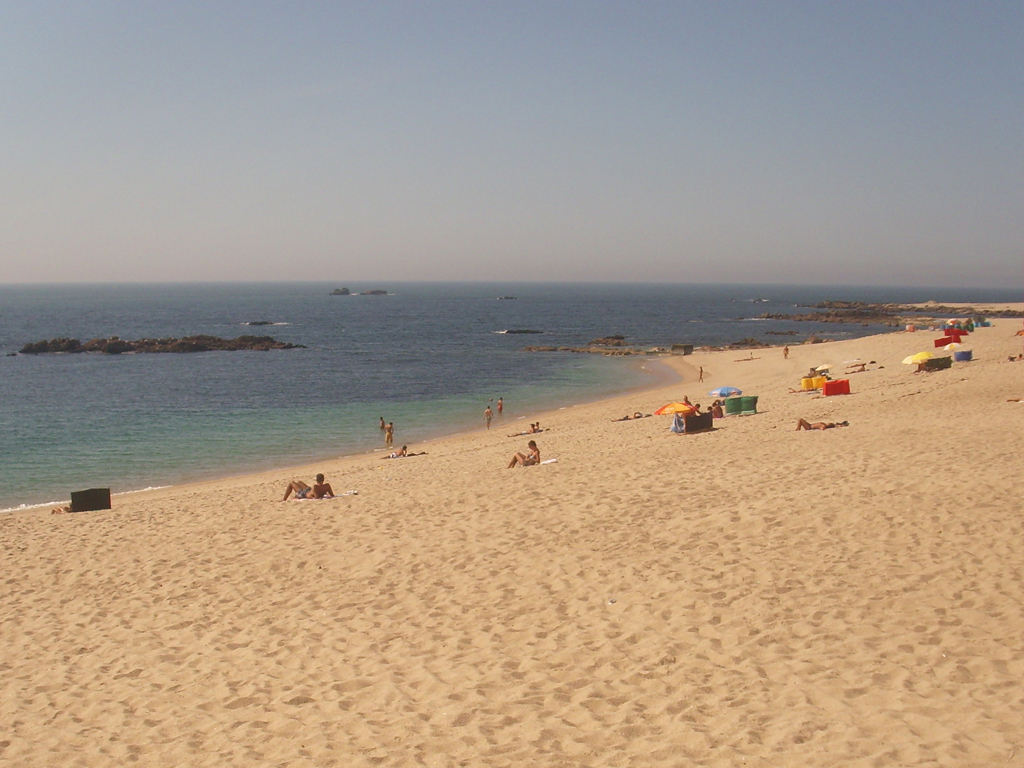
Badstranden Praia da Lagoa
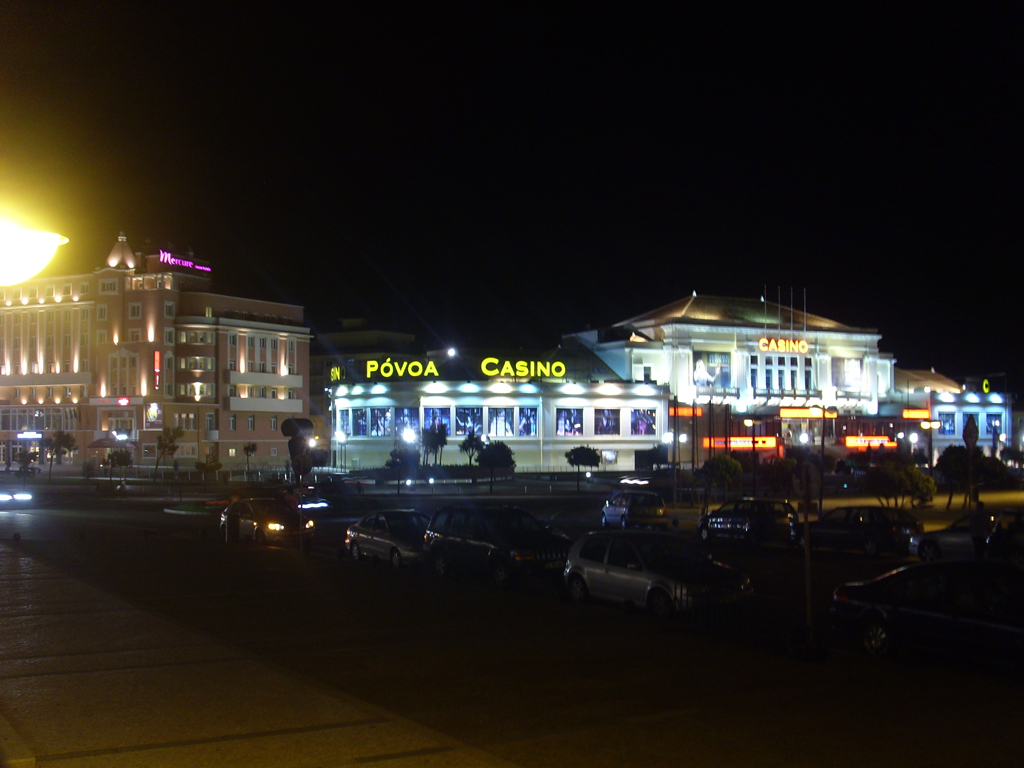
Kasinot Póvoa Casino
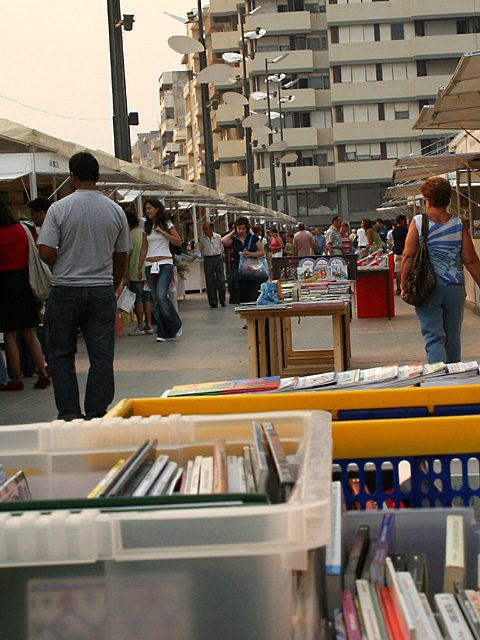
Bokmarknaden Feira do Livro i augusti
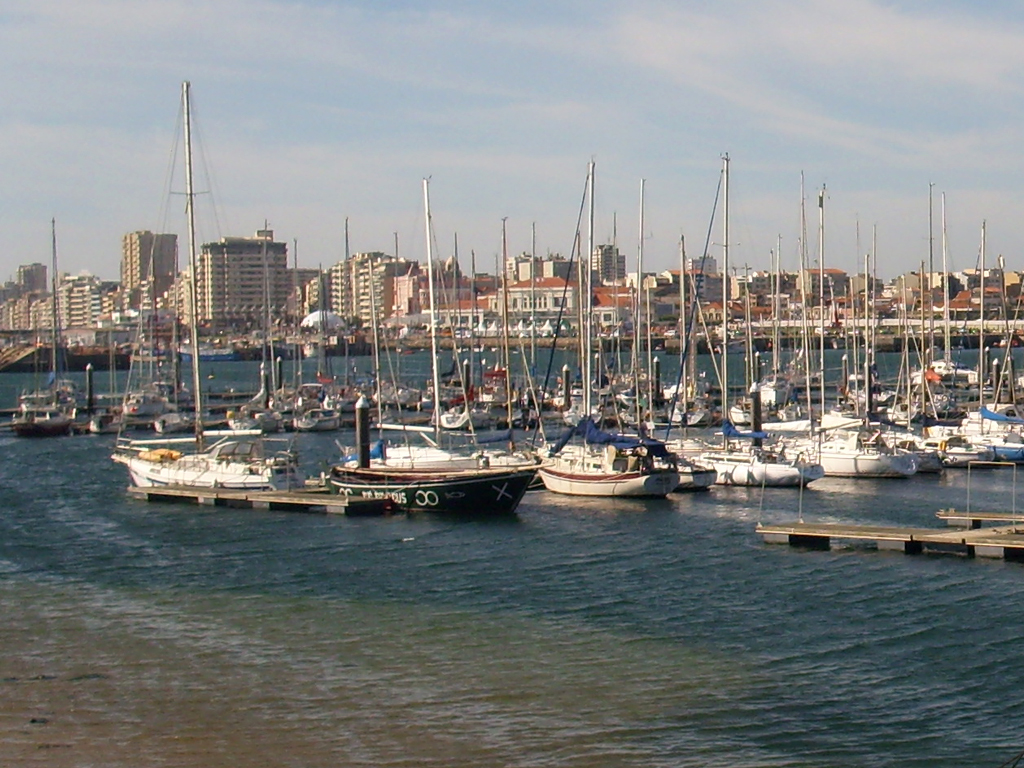
Marinan Marina da Póvoa
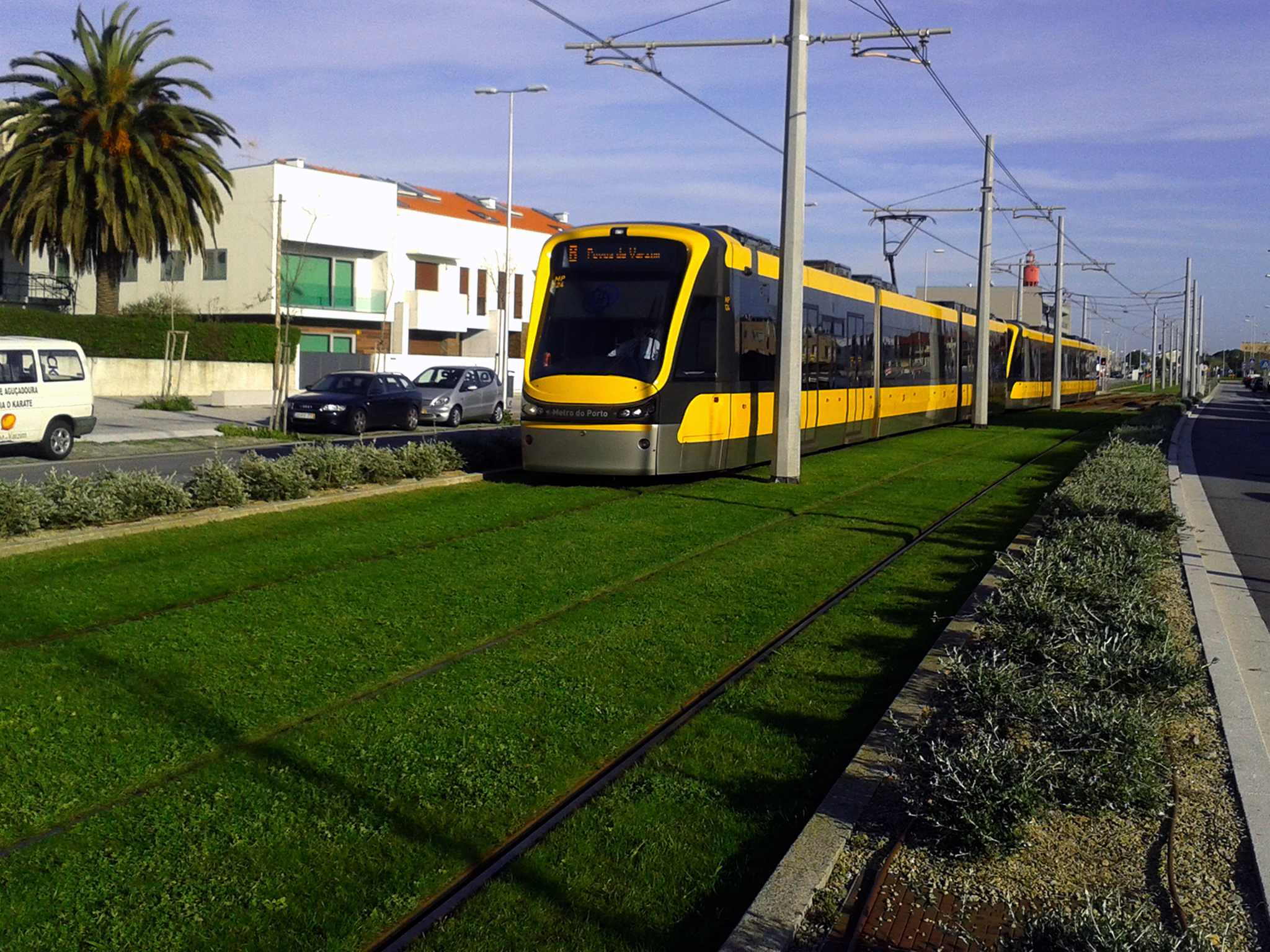
Light rail i Póvoa de Varzim
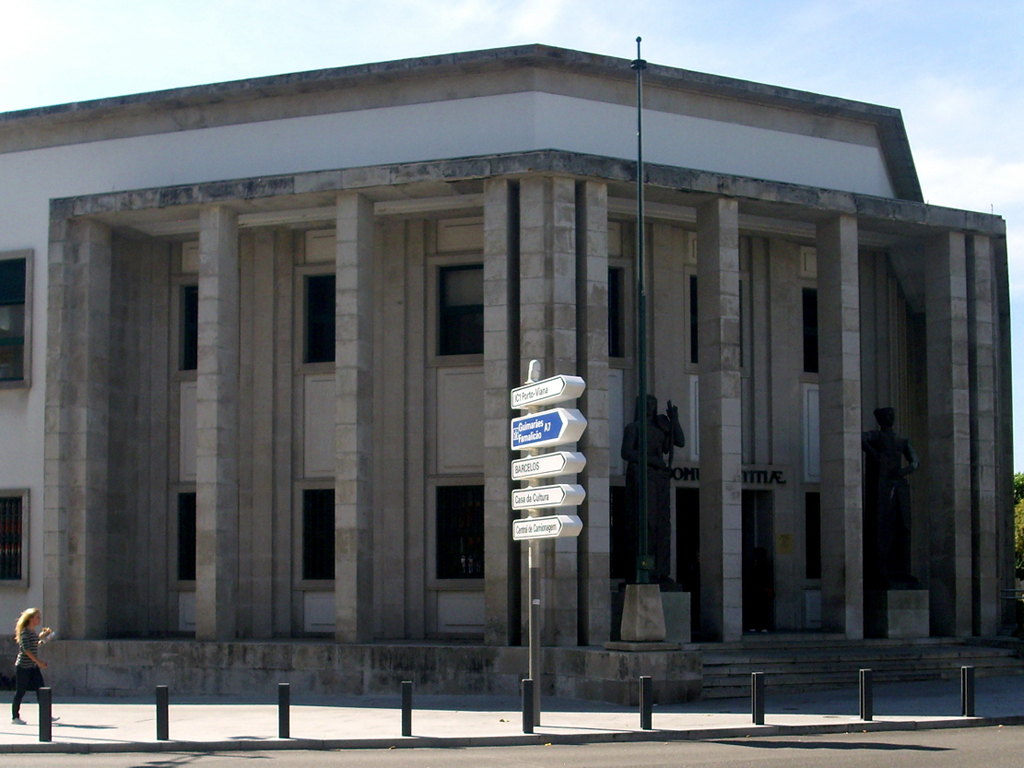
Tingsrätten i Póvoa
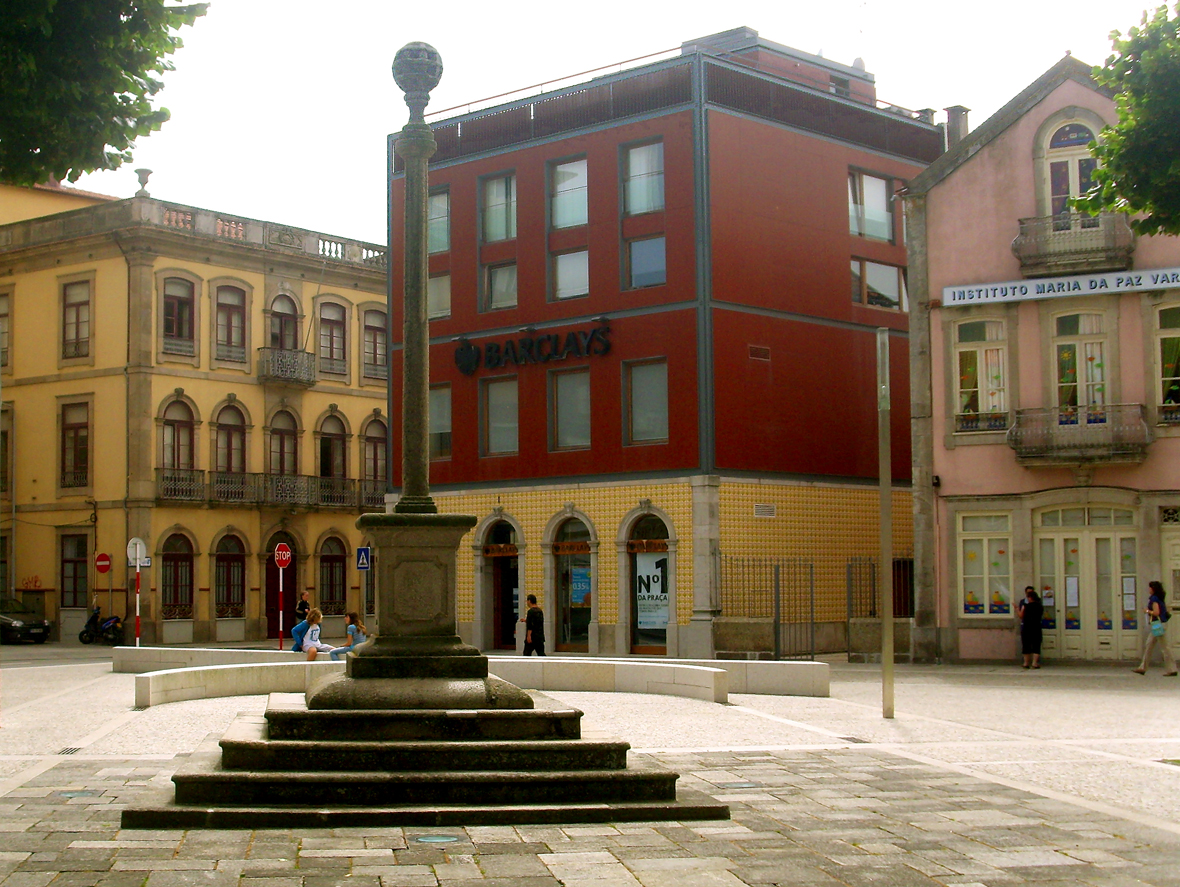
Stadens centrum